# 前溪乡
前溪乡，是中华人民共和国四川省甘孜藏族自治州康定县曾经下辖的一个乡。撤销舍联乡、前溪乡，设立鱼通乡，以原舍联乡和前溪乡的行政区域为鱼通乡的行政区域，乡人民政府驻野坝村。

## 行政区划
前溪乡撤销前下辖以下地区：
龙安村、雄居村、楼上村、赶羊村、俄包村、前溪村和初咱村。